# Horace Greeley
Horace Greeley (3 de febrer de 1811 - 29 de novembre de 1872) fou un editor estatunidenc d'un important diari, un dels fundadors del Liberal Republican Party (Partit Republicà Liberal), reformista i polític. El seu New York Tribune va ser el diari més influent dels Estats Units a partir dels anys 1840 fins als anys 1870 i «ha establert la reputació de Greeley com l'editor més gran de la seva època». Greeley l'ha utilitzat per promoure els partits Whig i Republicà, així com antiesclavitud i un conjunt de reformes. Fent campanya contra la corrupció de l'administració republicà d'Ulysses S. Grant, va ser el candidat presidencial del nou Liberal Republican Party el 1872. Malgrat tenir el suport addicional del Partit Democràtic, ha perdut en una esllavissada electoral. Un edifici residencial en el campus de la Stony Brook University va rebre el seu nom com homenatge.